# Ambulyx naessigi
Ambulyx naessigi is een vlinder uit de familie van de pijlstaarten (Sphingidae). De wetenschappelijke naam van de soort werd in 1998 gepubliceerd door Ronald Brechlin.